# Magnus Ödmark
Sven-Magnus Robert Ödmark, född 17 augusti 1963 i Visby, är en svensk journalist och författare. 